# Gerardo Bedoya
Gerardo Bedoya (Ebéjico, Antioquia, Colombia, 26 de noviembre de 1975) es un exfutbolista y entrenador colombiano que jugaba como Lateral izquierdo. Fue internacional con la selección de fútbol de Colombia, con la que disputó 48 partidos, convirtió 4 goles y ganó la Copa América 2001, marcando un gol fundamental en semifinales contra Honduras en Manizales.
Es muy querido y recordado en el Racing Club de la Primera División de Argentina por haber convertido un gol ante River Plate que consagró campeón a la Academia en el Torneo Apertura 2001, tras una larga sequía de 35 años sin conquistar títulos locales.
Su primo Flabián Londoño Bedoya actualmente juega para Arsenal de Sarandí, cedido desde el River Plate de Argentina.

## Anti-récord
Gerardo Bedoya, ostenta un anti-récord ante la FIFA de ser el futbolista que más expulsiones ha recibido en la historia del fútbol mundial, con un total de 46 tarjetas rojas. Como adición al dato Gerardo le quitó esta distinción a otro exfutbolista colombiano, Eduardo Pimentel quien sumó 33 tarjetas rojas.
Luego de haberse retirado como futbolista profesional fue asistente técnico de Gerardo Pelusso en el Club Independiente Santa Fe y en su primer partido también fue expulsado apenas a los 21 minutos del primer tiempo. Tiempo después se repetiría la historia asistiendo a Alexis García e igualmente asistiendo interinamente a Agustín Julio.
Como entrenador en propiedad fue expulsado en dos oportunidades.
| Rol        | Partidos |    | Prom. |
| ---------- | -------- | -- | ----- |
| Jugador    | 687      | 46 | 0,06  |
| Asistente  | 70       | 3  | 0,04  |
| Entrenador | 50       | 2  | 0,07  |
| Total      | 807      | 51 | 0.06  |

## Trayectoria como jugador

### Inicios
Bedoya comenzó su carrera profesional con Deportivo Pereira en la temporada 1995/1996, culmina esta se incorporó al Deportivo Cali donde se mantuvo hasta 2001. Gerardo formó parte del equipo que ganó el título de liga en 1998, y posteriormente finalista de la Copa Libertadores 1999 frente a Palmeiras.

### Racing Club
En 2001, se trasladó a Argentina donde jugó en el Racing Club de Avellaneda, ayudando al club a ganar el torneo en 2001, en este campeonato hizo 3 goles (a San Lorenzo, Unión de Santa Fe, y el más gritado según los hinchas de Racing, a River Plate). El primer gol fue tras un pase de Walter Erviti a Aldo Paredes, Bedoya anticipo muy bien y empezó una larga carrera hasta llegar al área de San Lorenzo, vio a Sebastian Saja adelantado y le tiro una vaselina y puso el 3 a 1 anterior a la victoria 4 a 1. Su segundo gol fue ante el "Tatengue Santafesino", surgió luego de que Alexander Viveros le robara la pelota a Ruben Capria, Viveros se la llevaba al arco cuando Cristian Wernly le cometió falta, la pelota le llegó a los pies de Gerardo y el árbitro dio la ley de la ventaja, este hizo la bicicleta ante Renzo Vera y definió por abajo del arquero Nereo Fernández. 

#### Su gol más famoso
El tercero es el más recordado por los hinchas de Racing, Pancho Maciel, dio un pase en profundidad para Martin Vitali este tiro el centro de primera pero rebotó en Esteban Cambiasso y tras capturar ese rebote Cambiasso no logró reaccionar y le dio tiempo para que Pelotin entrara al área, Vitali lograría tirar el centro, Angel Comizzo cortó la jugada con un puñetazo pero la dejó muerta en el área grande, Adrian Bastia le iba a pegar, pero al ver que Bedoya estaba mejor posicionado le dejó el tiro, y ni la presión del Chacho Coudet ni la volada de Comizzo pudieron con el potente remate de zurda de El General que selló el 1 a 1, a pocos minutos del final, haciendo que la gente delirara a 3 fechas de la finalización del campeonato con el que La Academia dio fin a una sequía de 35 años sin títulos.
El 27 de diciembre se coronaría campeón de la Primera División de Argentina luego de que Racing empatara 1-1 el partido por la fecha 19 del Torneo Apertura 2001, jugando los 90 minutos.

### Colón de Santa Fe y Boca Juniors
En 2004 se unió a Colón y en 2005 se trasladó a Boca Juniors, donde solo jugó 3 partidos (todos ellos por la Copa Libertadores 2005) antes de trasladarse a México para jugar para Puebla FC.

### Millonarios

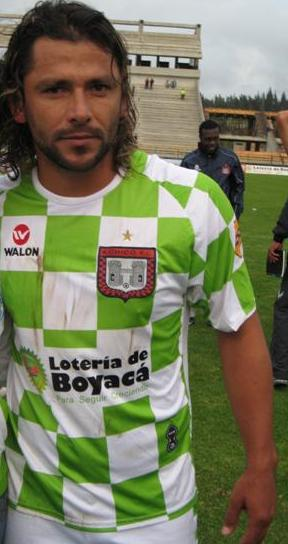
Bedoya jugando para el Boyacá Chicó en 2010.

En 2005, Bedoya regresó a Colombia para jugar por Atlético Nacional y en 2006 se unió a Millonarios. Después de que él se fue por un breve tiempo para Envigado FC. Pero luego se unió a Boyacá Chicó FC para la temporada 2010.

### Independiente Santa Fe
En 2011, Bedoya ha firmado un contrato de un año con Independiente Santa Fe. 
Bedoya tiene la ignominia de ser el futbolista con más tarjetas rojas en su haber. En el derbi de Bogotá entre Independiente Santa Fe y Millonarios el 23 de septiembre de 2012, recibió la tarjeta roja número 41 en un juego profesional, siendo expulsado por el codo y la posterior patada a la cabeza dirigida a jugador de Millonarios Jhonny Ramírez. Esta conducta también hizo que lo suspendieran durante los próximos 15 partidos.
Firma con Independiente Santa Fe para el primer semestre de 2016 como asistente técnico para afrontar como primer objetivo, La copa Libertadores y la Liga Águila.

### Cúcuta Deportivo
En 2015, llega al  Cúcuta Deportivo para sumarle experiencia al club rojinegro hasta su retiro, el 16 de mayo de 2016.

## Selección nacional
Bedoya hizo su debut con la selección de Colombia en el partido de la Copa Oro 2000 contra Jamaica el 12 de febrero de 2000.Anotó el gol del empate en la victoria por penales de cuartos de final contra Estados Unidos el 19 de febrero, donde también obtuvo una roja. tarjeta en el último minuto de la prórrogaBedoya también formó parte de la selección de Colombia que ganó la Copa América 2001, donde jugó cinco partidos y marcó un gol en la victoria de semifinales contra Honduras. 
Jugó los cinco partidos de la Copa Confederaciones 2003, donde Colombia finalizó en cuarto lugar. Bedoya fue titular en las eliminatorias para la Copa Mundial de la FIFA 2006, pero no fue convocado para la Copa América 2007. Su último partido con la selección nacional fue el 1 de abril de 2009, una derrota por 2-0 contra Venezuela

### Participaciones enCopas Oro
| Torneo              | Sede           | Resultado  | PJ | GA | Asis |
| ------------------- | -------------- | ---------- | -- | -- | ---- |
| Copa de Oro de 2000 | Estados Unidos | Subcampeón | 2  | 1  | 0    |

### Participaciones enCopas América
| Torneo            | Sede     | Resultado | PJ | GA | Asis |
| ----------------- | -------- | --------- | -- | -- | ---- |
| Copa América 2001 | Colombia | Campeón   | 5  | 1  | 0    |

### Participaciones enCopa Confederaciones
| Torneo                    | Sede    | Resultado    | PJ | GA | Asis |
| ------------------------- | ------- | ------------ | -- | -- | ---- |
| Copa Confederaciones 2003 | Francia | Cuarto lugar | 5  | 0  | 0    |

### Participaciones enEliminatorias al Mundial
| Eliminatoria                                | Sede del Mundial       | Posición               | Resultado              | PJ | GA | Asis |
| ------------------------------------------- | ---------------------- | ---------------------- | ---------------------- | -- | -- | ---- |
| Eliminatorias Mundial de Corea y Japón 2002 | Corea del Sur y Japón  | 6°lugar 27pts          | Eliminado              | 12 | 1  | 0    |
| Eliminatorias Mundial de Alemania 2006      | Alemania               | 6°lugar 24pts          | Eliminado              | 12 | 0  | 1    |
| Eliminatorias Mundial de Sudáfrica 2010     | Sudáfrica              | 7°lugar 23pts          | Eliminado              | 3  | 0  | 0    |
| Total en Eliminatorias                      | Total en Eliminatorias | Total en Eliminatorias | Total en Eliminatorias | 27 | 1  | 1    |

### Goles internacionales
| # | Fecha     | Lugar                                          | Rival          | Gol | Resultado | Competición                     |
| - | --------- | ---------------------------------------------- | -------------- | --- | --------- | ------------------------------- |
| 1 | 19-2-2000 | Orange Bowl, Miami, Estados Unidos             | Estados Unidos | 2-2 | 2-2       | Copa de Oro de la Concacaf 2000 |
| 2 | 31-1-2001 | Memorial Coliseum, Los Ángeles, Estados Unidos | México         | 1-0 | 3-2       | Amistoso internacional          |
| 3 | 31-1-2001 | Memorial Coliseum, Los Ángeles, Estados Unidos | Venezuela      | 1-2 | 2-2       | Clasificación Mundial 2002      |
| 4 | 26-7-2001 | Estadio Palogrande, Manizales, Colombia        | Honduras       | 1-0 | 2-0       | Copa América 2001               |

## Trayectoria como técnico

### Independiente Santa Fe
El 21 de marzo de 2016, tras la renuncia del director técnico, Gerardo Pelusso y su equipo de trabajo, el club Independiente Santa Fe de Bogotá confirmó la llegada de Alexis García como director técnico de la institución, quien sería acompañado por Bedoya como asistente técnico, Carlos Valencia y Javier Arango. Bedoya debutó como asistente técnico el 23 de marzo de 2016 siendo expulsado por reclamos contra el cuarto árbitro. Al momento de salir Alexis García de Santa Fe, a Bedoya le correspondió dirigir un partido contra el Envigado mientras se esperaba la llegada del director técnico Gustavo Costas. Ese día el cuadro albirrojo ganó 2-0.
Tras la llegada de Costas, Bedoya ocupó el cargo de director técnico en las divisiones inferiores del equipo cardenal, cargo que se desempeñó tres años. Para febrero de 2019 se le encargó de manera interina por dos partidos. Al salir con un saldo favorable de los mismos Bedoya fue ratificado en el cargo.

### Valledupar F. C.
El 3 de enero de 2022 es anunciado Gerardo Bedoya como nuevo técnico del Valledupar F. C. de la Categoría Primera B. Al equipo vallenato llegó junto a Luis Asprilla como asistente técnico. Fue despedido el 10 de agosto de 2022 por discrepancias con el dueño del club.

### Independiente Santa Fe
El 12 de mayo de 2023, es anunciado como entrenador interino nuevamente de Independiente Santa Fe, tras la salida de Harold Rivera. Se mantuvo en el cargo hasta la llegada de Hubert Bodhert en el partido de Copa Sudamericana frente a Goiás el 28 de junio de 2023.

## Estadísticas como jugador
| Club                         | Div.          | Temporada     | Liga  | Liga  | Copa Nacional | Copa Nacional | Copa Internacional | Copa Internacional | Total | Total |
| Club                         | Div.          | Temporada     | Part. | Goles | Part.         | Goles         | Part.              | Goles              | Part. | Goles |
| ---------------------------- | ------------- | ------------- | ----- | ----- | ------------- | ------------- | ------------------ | ------------------ | ----- | ----- |
| Deportivo Pereira · Colombia |               |               |       |       |               |               |                    |                    |       |       |
| 1.ª                          | 1995/96       | 23            | 0     | -     | -             | -             | -                  | 23                 | 0     |       |
| Total club                   | Total club    | 23            | 0     | 0     | 0             | 0             | 0                  | 23                 | 0     |       |
| Deportivo Cali · Colombia    |               |               |       |       |               |               |                    |                    |       |       |
| 1.ª                          | 1996/01       | 133           | 6     | -     | -             | 19            | 1                  | 152                | 7     |       |
| 1.ª                          | 2003          | 18            | 2     | -     | -             | -             | -                  | 18                 | 2     |       |
| Total club                   | Total club    | 151           | 8     | 0     | 0             | 19            | 1                  | 170                | 9     |       |
| Racing Argentina             |               |               |       |       |               |               |                    |                    |       |       |
| 1.ª                          | 2001/02       | 29            | 4     | -     | -             | 4             | 0                  | 33                 | 4     |       |
| 1.ª                          | 2002/03       | 25            | 1     | -     | -             | 6             | 0                  | 31                 | 1     |       |
| Total club                   | Total club    | 54            | 5     | 0     | 0             | 10            | 0                  | 64                 | 5     |       |
| Colón Argentina              |               |               |       |       |               |               |                    |                    |       |       |
| 1.ª                          | 2004          | 33            | 3     | -     | -             | -             | -                  | 33                 | 3     |       |
| Total club                   | Total club    | 33            | 3     | 0     | 0             | 0             | 0                  | 33                 | 3     |       |
| Puebla · México              |               |               |       |       |               |               |                    |                    |       |       |
| 1.ª                          | 2005          | 15            | 1     | -     | -             | -             | -                  | 15                 | 1     |       |
| Total club                   | Total club    | 15            | 1     | 0     | 0             | 0             | 0                  | 15                 | 1     |       |
| Boca Juniors Argentina       |               |               |       |       |               |               |                    |                    |       |       |
| 1.ª                          | 2005          | -             | -     | -     | -             | 3             | 0                  | 3                  | 0     |       |
| Total club                   | Total club    | 0             | 0     | 0     | 0             | 3             | 0                  | 3                  | 0     |       |
| Atlético Nacional · Colombia |               |               |       |       |               |               |                    |                    |       |       |
| 1.ª                          | 2005          | 10            | 4     | -     | -             | 3             | 0                  | 13                 | 4     |       |
| 1.ª                          | 2006          | 20            | 0     | -     | -             | 5             | 0                  | 25                 | 0     |       |
| Total club                   | Total club    | 30            | 4     | 0     | 0             | 8             | 0                  | 38                 | 4     |       |
| Millonarios · Colombia       |               |               |       |       |               |               |                    |                    |       |       |
| 1.ª                          | 2006          | 22            | 2     | -     | -             | -             | -                  | 22                 | 2     |       |
| 1.ª                          | 2007          | 26            | 5     | -     | -             | -             | -                  | 26                 | 5     |       |
| 1.ª                          | 2008          | 31            | 3     | 1     | 0             | 8             | 1                  | 40                 | 4     |       |
| 1.ª                          | 2009          | 27            | 2     | 6     | 0             | -             | -                  | 33                 | 2     |       |
| Total club                   | Total club    | 106           | 12    | 7     | 0             | 8             | 1                  | 121                | 13    |       |
| Envigado F. C. · Colombia    |               |               |       |       |               |               |                    |                    |       |       |
| 1.ª                          | 2010          | 8             | 0     | -     | -             | -             | -                  | 8                  | 0     |       |
| Total club                   | Total club    | 8             | 0     | 0     | 0             | 0             | 0                  | 8                  | 0     |       |
| Boyacá Chicó · Colombia      |               |               |       |       |               |               |                    |                    |       |       |
| 1.ª                          | 2010          | 9             | 0     | -     | -             | -             | -                  | 9                  | 0     |       |
| Total club                   | Total club    | 9             | 0     | 0     | 0             | 0             | 0                  | 9                  | 0     |       |
| Santa Fe · Colombia          |               |               |       |       |               |               |                    |                    |       |       |
| 1.ª                          | 2011          | 28            | 5     | 7     | 2             | 6             | 1                  | 41                 | 7     |       |
| 1.ª                          | 2012          | 26            | 5     | 5     | 1             | 0             | 0                  | 31                 | 6     |       |
| 1.ª                          | 2013          | 36            | 0     | 4     | 0             | 9             | 0                  | 49                 | 0     |       |
| Total club                   | Total club    | 90            | 10    | 16    | 3             | 15            | 1                  | 121                | 13    |       |
| Fortaleza · Colombia         |               |               |       |       |               |               |                    |                    |       |       |
| 1.ª                          | 2014          | 11            | 3     | 4     | 0             | -             | -                  | 15                 | 3     |       |
| Total club                   | Total club    | 11            | 3     | 4     | 0             | 0             | 0                  | 15                 | 3     |       |
| Cúcuta Deportivo · Colombia  |               |               |       |       |               |               |                    |                    |       |       |
| 1.ª                          | 2016          | 16            | 4     | 1     | 0             | -             | -                  | 17                 | 4     |       |
| Total club                   | Total club    | 16            | 4     | 1     | 0             | 0             | 0                  | 17                 | 4     |       |
| Total carrera                | Total carrera | Total carrera | 546   | 50    | 28            | 3             | 63                 | 3                  | 637   | 56    |

#### Resumen estadístico
| Competición           | Partidos | Goles | Promedio |
| --------------------- | -------- | ----- | -------- |
| Ligas                 | 546      | 50    | 0.09     |
| Copas nacionales      | 28       | 3     | 0.11     |
| Copas internacionales | 63       | 3     | 0.05     |
| Selección Colombia    | 48       | 4     | 0.08     |
| Total                 | 687      | 60    | 0.09     |

## Estadísticas como entrenador
| Equipo                   | Div.                | Temporada           | Liga | Liga | Liga | Liga |    | Copa | Copa | Copa | Copa |   | Internacional | Internacional | Internacional | Internacional |   | Otros | Otros | Otros | Otros |    | Totales     | Totales | Totales | Totales | Totales | Totales | Totales | Totales |
| Equipo                   | Div.                | Temporada           | PD   | G    | E    | P    | PD | G    | E    | P    | PD   | G | E             | P             | PD            | G             | E | P     | PD    | G     | E     | P  | Rendimiento | GF      | GC      | Dif.    |         |         |         |         |
| ------------------------ | ------------------- | ------------------- | ---- | ---- | ---- | ---- | -- | ---- | ---- | ---- | ---- | - | ------------- | ------------- | ------------- | ------------- | - | ----- | ----- | ----- | ----- | -- | ----------- | ------- | ------- | ------- | ------- | ------- | ------- | ------- |
| Santa Fe · Colombia      | 1.ª                 | F-2016 (e)          | 1    | 1    | 0    | 0    | -  | -    | -    | -    | -    | - | -             | -             | -             | -             | - | -     | 1     | 1     | 0     | 0  | 100%        | 2       | 0       | +2      |         |         |         |         |
| Santa Fe · Colombia      | 1.ª                 | A-2019              | 16   | 1    | 9    | 6    | 6  | 2    | 4    | 0    | -    | - | -             | -             | -             | -             | - | -     | 22    | 3     | 13    | 6  | 33.34%      | 30      | 31      | -1      |         |         |         |         |
| Santa Fe · Colombia      | 1.ª                 | A-2023 (e)          | 2    | 1    | 0    | 1    | -  | -    | -    | -    | 3    | 1 | 0             | 2             | -             | -             | - | -     | 5     | 2     | 0     | 3  | 40%         | 9       | 6       | +3      |         |         |         |         |
| Santa Fe · Colombia      | Total               | Total               | 19   | 3    | 9    | 7    | 6  | 2    | 4    | 0    | 3    | 1 | 0             | 2             | 0             | 0             | 0 | 0     | 28    | 6     | 13    | 9  | 36.91%      | 41      | 37      | +4      |         |         |         |         |
| Valledupar FC · Colombia | 2.ª                 | 2022                | 20   | 5    | 9    | 6    | 4  | 0    | 3    | 1    | -    | - | -             | -             | -             | -             | - | -     | 24    | 5     | 12    | 7  | 37.5%       | 24      | 27      | -3      |         |         |         |         |
| Valledupar FC · Colombia | Total               | Total               | 20   | 5    | 9    | 6    | 4  | 0    | 3    | 1    | 0    | 0 | 0             | 0             | 0             | 0             | 0 | 0     | 24    | 5     | 12    | 7  | 37.5%       | 24      | 27      | -3      |         |         |         |         |
| Total en su carrera      | Total en su carrera | Total en su carrera | 39   | 8    | 18   | 13   | 10 | 2    | 7    | 1    | 3    | 1 | 0             | 2             | 0             | 0             | 0 | 0     | 51    | 11    | 25    | 15 | 37.91%      | 64      | 62      | +2      |         |         |         |         |
| 1. 2. 3.                 |                     |                     |      |      |      |      |    |      |      |      |      |   |               |               |               |               |   |       |       |       |       |    |             |         |         |         |         |         |         |         |

## Palmarés

### Como jugador

#### Campeonatos nacionales
| Título                        | Club           | País      | Año    |
| ----------------------------- | -------------- | --------- | ------ |
| Categoría Primera A           | Deportivo Cali | Colombia  | 1998   |
| Primera División de Argentina | Racing         | Argentina | A-2001 |
| Categoría Primera A           | Santa Fe       | Colombia  | I-2012 |
| Superliga de Colombia         | Santa Fe       | Colombia  | 2013   |

#### Campeonatos internacionales
| Título       | Equipo             | País     | Año  |
| ------------ | ------------------ | -------- | ---- |
| Copa América | Selección Colombia | Colombia | 2001 |